# 59970 Morate
59970 Morate este o planetă minoră (asteroid), cu un diametru de 3,917 km, din centura de asteroizi. A fost descoperită pe 4 septembrie 1999 la Stația Anderson Mesa de Lowell Observatory Near-Earth-Object Search. 
Obiectul prezintă o orbită caracterizată de o semiaxă mare de 2,4017980553653 UAi, o excentricitate de 0,20752630015795, o înclinație de 2,3029143010457 ° în raport cu ecliptica.